# Chen Yang
Chen Yang (陈扬S, Chén YángP; 10 luglio 1991) è una discobola cinese.

## Biografia
Attiva dal 2010 nel lancio del disco a livello nazionale, debutta internazionalmente in occasione dei Giochi olimpici di Rio de Janeiro 2016. Nel 2018 vince la media d'oro ai Giochi asiatici di Giacarta. Partecipa alla sua seconda finale olimpica in occasione dei Giochi posticipati di Tokyo 2020, fermandosi in decima posizione.

## Palmarès
| Anno | Manifestazione      | Sede           | Evento           | Risultato | Misura  | Note                                     |
| ---- | ------------------- | -------------- | ---------------- | --------- | ------- | ---------------------------------------- |
| 2016 | Giochi olimpici     | Rio de Janeiro | Lancio del disco | 7ª        | 63,11 m |                                          |
| 2017 | Campionati asiatici | Bhubaneswar    | Lancio del disco | Oro       | 60,41 m |                                          |
| 2017 | Mondiali            | Londra         | Lancio del disco | 10ª       | 61,28 m |                                          |
| 2018 | Giochi asiatici     | Giacarta       | Lancio del disco | Oro       | 65,12 m |                                          |
| 2019 | Campionati asiatici | Doha           | Lancio del disco | Argento   | 61,87 m | Miglior prestazione personale stagionale |
| 2019 | Mondiali            | Doha           | Lancio del disco | 4ª        | 63,38 m |                                          |
| 2021 | Giochi olimpici     | Tokyo          | Lancio del disco | 10ª       | 61,57 m |                                          |

## Campionati nazionali
- Campionessa nazionale cinese nel lancio del disco nel 2020 e nel 2021